# イプラトロピウム
イプラトロピウム臭化物（Ipratropium bromide）は、気管支痙攣の寛解に用いる医薬品の一つである。抗コリン薬であり、慢性閉塞性肺疾患（COPD）や気管支喘息の治療に用いられる。商品名アトロベント。気管支平滑筋のアセチルコリン受容体を遮断し、気管支を弛緩させる。WHO必須医薬品モデル・リストに記載されている。
人間のみならず、馬に対しても呼吸器疾患に使われる薬物だが、一方で競走馬の場合、残留させたまま出走することを禁じる国もある。実際に競走馬が体内にイプラトロピウムを残留させたまま出走することを禁じていたフランスで2006年に行われた第85回凱旋門賞で、出走したディープインパクトの体内からレース後の理化学検査でイプラトロピウムが検出され、ディープインパクトは失格となった（ディープインパクト禁止薬物検出事件も参照）。

## 効能・効果
イプラトロピウムは吸入薬としてCOPDの治療に用いられる。日本での承認は気管支喘息、慢性気管支炎、肺気腫である。ネブライザー中に1回量を充填したバイアル、あるいは1押しで1回量を噴霧できるエアロゾル型製剤が市販されている。
COPDおよび気管支喘息の治療薬として、サルブタモールとの配合剤（イプラトロピウム・サルブタモール）が承認されている国もある。気管支喘息の治療にフェノテロールが用いられる事もある。
鼻腔内に噴霧すると鼻漏を減少させることができるが、鼻閉は改善しない。

## 禁忌
アトロピン系薬剤に過敏症がある患者、緑内障患者、前立腺肥大症患者には禁忌とされている。内服で用いる場合には、他の抗コリン薬と同様に消化管閉塞患者や排尿困難患者に禁忌である。

### ピーナッツアレルギー
以前はエアロゾルの噴霧剤としてクロロフルオロカーボン（CFC）が用いられていた他、レシチンが配合されていた。2008年にCFCは他の代替フロンに置き換えられ、レシチンを含まない製剤となった。

## 副作用
添付文書に記載されている重大な副作用は、アナフィラキシー様症状、上室性頻脈、心房細動である。
吸入薬の場合は、経口抗コリン剤に比べて副作用が抑えられている。しかし、ドライマウスや鎮静作用が発現するほか、潮紅、急性閉塞隅角緑内障、嘔気、動悸、頭痛が報告されている。エアロゾル剤は粘膜毛様体クリアランスを減少させない。数%の患者で、吸入行為自身によって頭痛や咽頭痛が発現する。ネブライザーを用いた患者で尿閉が観察されている。

## 相互作用
交感神経β2受容体作動薬、テオフィリン、他のキサンチンとの併用で気管支拡張作用が増強される。三環系抗うつ薬、抗パーキンソン病薬などの抗コリン作用を持つ薬剤やキニジンと併用して内服すると副作用が増加するが、吸入剤として用いた場合には臨床的に問題とはならない。

## 作用機序
イプラトロピウムは気管支平滑筋に対するアセチルコリンの作用を阻害する。サブタイプ非選択的にムスカリン受容体を阻害して環状グアノシン一リン酸（cGMP）の分解を促進し、cGMPの細胞内濃度を減少させる。主にcGMPの細胞内カルシウムへの作用によって、肺の平滑筋の収縮性が低下し、気管支収縮および粘液分泌を低減する。非選択的ムスカリン遮断薬であり、血中に移行しないので全身性の副作用が少ないとされる。
イプラトロピウムはアトロピン誘導体であるが、第四級アンモニウムイオンであるので血液脳関門を通過せず、中枢神経に対する副作用がない。短時間型の薬剤ではないので、サルブタモールの代わりに用いるべきではない。

## 合成経路
イプラトロピウム臭化物は、等モルのアトロピンと2-臭化プロパンを反応させる事で得られる。